# Atac la secția 13 (film)
Atac la secția 13 (în engleză Assault on Precinct 13) este un film american din 1976 regizat de John Carpenter. Rolurile principale au fost interpretate de actorii Austin Stoker, Darwin Joston și Laurie Zimmer.
A fost refăcut ca Asalt asupra secției 13 (sub același titlu în original) în 2005, sub regia lui Jean-François Richet, cu Ethan Hawke și Laurence Fishburne în rolurile principale.

## Distribuție
- Austin Stoker - Lieutenant Ethan Bishop
- Darwin Joston - Napoleon Wilson
- Laurie Zimmer - Leigh
- Martin West - Lawson
- Tony Burton - Wells
- Charles Cyphers - Officer Starker
- Nancy Loomis - Julie
- Henry Brandon - Sergeant Chaney
- Kim Richards - Kathy
- Peter Bruni - Ice-Cream Man
- John J. Fox - Warden
- Peter Frankland - Caudell
- Frank Doubleday - White Warlord
- Gilbert De La Pena - Chicano Warlord
- Al Nakauchi - Oriental Warlord
- James Johnson - Black Warlord
- Marc Ross - Patrolman Tramer
- Alan Koss - Patrolman Baxter